# Фільмографія Кларка Ґейбла

## У ролі статиста
У період 1924—1930 Кларк Ґейбл зарекомендував себе як великий театральний актор. Також протягом цього періоду Ґейбл мав додатковий заробіток, працюючи статистом у кіно. Нижче наведений список фільмів, в яких Ґейбл, точно або можливо, з'являвся як статист.
| Year | # | Title           |
| ---- | - | --------------- |
| 1924 | 1 | Біла людина     |
| 1924 | 2 | Заборонений рай |
| 1925 | 3 | Лідери          |
| 1925 | 4 | Декласований    |
| 1925 | 5 | Меррі Кіддо     |

| Year | # | Title           |
| ---- | - | --------------- |
| 1925 | 6 | Яка ціна слави? |
| 1925 | 7 | Весела вдова    |
| 1925 | 8 | Пластиковий вік |
| 1925 | 9 | Північна зірка  |

| Рік  | #  | Назва                         |
| ---- | -- | ----------------------------- |
| 1925 | 10 | Бен-Гур: Розповідь про Христа |
| 1926 | 11 | Повінь у Джонстауні           |
| 1926 | 12 | Одна хвилина до гри           |
| 1930 | 13 | Дю Баррі, Пристрасна жінка    |

## Основна фільмографія
Виключаючи його роботи як статиста, короткометражні фільми і документальні фільми воєнного часу, Кларк Ґейбл з'явився в загалом в 67 кінофільмах. У фільмах, перерахованих нижче наведені іменами характкрів Ґейбла, його партнерки-актриси, режисери і спів-зірки.
| 1931 | 1  | Розмальована пустеля                   | Ренс Бретт                     | Гелен Твелтріз     | Говард Гіґґін      | Вільям Бойд, Вільям Фернум, Джей. Фаррелл МакДональд. |  |  |  |  |  |
| 1931 | 2  | Найпростіший шлях                      | Нікк Фелікі, Працівник пральні | Аніта Пейдж        | Джек Конвей        | Констанс Беннетт, Адольф Менжу, Роберт Монгомері. |  |  |  |  |  |
| 1931 | 3  | Танцюйте, дурні, танцюйте              | Джейк Люва                     | Джоан Кроуфорд     | Гаррі Бомонт       | Кліфф Едвардс. Перший з восьми фільмів, в яких Ґейбл грав в парі з Кроуфорд. |  |  |  |  |  |
| 1931 | 4  | Знаки пальцем                          | Луї Джей Бланко                | Фей Врей           | Джо Франціс Діллон | Річард Барзельмес, Реджис Томі. |  |  |  |  |  |
| 1931 | 5  | Таємнича шістка                        | Карл Лукнер                    | Джин Гарлоу        | Джордж W. Гілл     | Воллес Бірі, Джонні Мак Браун. Перший з шести фільмів, в яких Ґейбл грав в парі з Гарлоу. |  |  |  |  |  |
| 1931 | 6  | Усміхнені грішники                     | Карл Луміс                     | Джоан Кроуфорд     | Гаррі Бомонт       | Ніл Гамільтон. |  |  |  |  |  |
| 1931 | 7  | Вільна душа                            | Айс Вілфонґ, Підсудний ґанстер | Норма Ширер        | Клеренс Браун      | Леслі Говард, Лайонел Беррімор. |  |  |  |  |  |
| 1931 | 8  | Нічна доглядальниця                    | Нік, Водій                     | Барбара Стенвік    | Вільчм A. Веллман  | Виробництво Warner Bros.. З Бен Лон, Джоан Блонделл. |  |  |  |  |  |
| 1931 | 9  | Кривавий спорт                         | Воррен «Рід» Ріддел            | Медж Еванс         | Чарльз Бребін      | Перша головна роль Ґейбла. |  |  |  |  |  |
| 1931 | 10 | Сюзан Ленокс (Її падіння і піднечення) | Родні Спенсер                  | Ґрета Ґарбо        | Роберт З. Леонард  | Джин Гершольт, Алан Гейл. |  |  |  |  |  |
| 1931 | 11 | Одержима                               | Марк Вітні                     | Джоан Кроуфорд     | Клеренс Браун      | Воллес Форд, Мерджорі Вайт. |  |  |  |  |  |
| 1931 | 12 | Пекельні водолази                      | Стів Нельсон                   | Дороті Джордан     | Джордж W. Гілл     | Воллес Бірі, Конрад Неґель. |  |  |  |  |  |
| 1932 | 13 | Поллі з цирку                          | Реверенд Джон Гартлі           | Маріон Девіс       | Афред Сентел       | К. Обрі Сміт. |  |  |  |  |  |
| 1932 | 14 | Червоний пил                           | Деніс Карсон                   | Джин Гарлоу        | Віктор Флемінг     | З Джин Раймонд, Дональд Крісп. |  |  |  |  |  |
| 1932 | 14 | Червоний пил                           | Деніс Карсон                   | Мері Астор         | Віктор Флемінг     | З Джин Раймонд, Дональд Крісп. |  |  |  |  |  |
| 1932 | 15 | Дивна інтерлюдія                       | Лікар Нед Дерелл               | Норма Ширер        | Роберт З. Леонард. | Оснований на п'єсі Євгена О'Ніла. Це перший фільм, в якому Ґейбл носить вуса. |  |  |  |  |  |
| 1932 | 16 | Жодного чоловіка, крім її власного     | Бейб Стюарт                    | Керол Ломбард      | Веслі Реджельс     | Фільм студії Paramount Picture. Дороті Маккейл. Єдиний фільм з Ломбард, згодом вони одружилися. |  |  |  |  |  |
| 1933 | 18 | Біла черниця                           | Джованні севері                | Гелен Гейс         | Віктор Флемінг     | Луї Стоун |  |  |  |  |  |
| 1933 | 19 | Бережи свого чоловіка                  | Едді Голл                      | Джин Гарлоу        | Сем Вуд            | Стюарт Ервін. |  |  |  |  |  |
| 1933 | 20 | Нічний політ                           | Жуль                           | Гелен Гейс         | Кларенс Браун      | Джон Беррімор, Лайонел Беррімор, Роберт Монтгомері , Мірна Лой. |  |  |  |  |  |
| 1933 | 20 | Танцююча леді                          | Петч Ґеллахер                  | Джоан Кроуфорд     | Роберт Зі Леонард  | Франшо Тоун, Роберт Бенчлі, Фред Астер, |  |  |  |  |  |
| 1934 | 21 | Це сталося якось вночі                 | Пітер Ворн                     | Клодетт Кольбер    | Френк Капра        | Columbia Picture. Волтер Коннолі, Алан Гейл. Одна з найвідоміших романтичних комедій. Ґейбл і Кольбер отримали Оскари. |  |  |  |  |  |
| 1934 | 22 | Чоловік у білому                       | Лікар Джордж Ферґюсон          | Мірна Лоу          | Річард Болеславскі | Джин Гершольт, Отто Крюґер. |  |  |  |  |  |
| 1934 | 22 | Чоловік у білому                       | Лікар Джордж Ферґюсон          | Елізабет Аллан     | Річард Болеславскі | Джин Гершольт, Отто Крюґер. |  |  |  |  |  |
| 1934 | 23 | Манхеттенська мелодрама                | Едвард Джей «Блекі» Ґеллахер   | Мірна Лой          | В.С. Ван Дайк      | Вільям Павелл. |  |  |  |  |  |
| 1934 | 24 | Ланцюги                                | Майкл «Майк» Бредлі            | Джоан Кроуфорд     | Кларенс Браун      | Отто Крюґер, Стюарт Ервін. |  |  |  |  |  |
| 1934 | 25 | Залишити всіх інших                    | Джефрі «Джеф»/«Джефі» Вільямс  | Джоан Кроуфорд     | В.С. Ван Дайк      | Роберт Монтгомері, Чарльз Баттерворз, Біллі Берк. |  |  |  |  |  |
| 1935 | 26 | Після роботи                           | Джеймс «Джим» Бренч            | Констанс Беннетт   | Роберт З. Леонард  | Стюарт Ервін, Біллі Берк. |  |  |  |  |  |
| 1935 | 27 | Заклик предків                         | Джек Торнтон                   | Лоретта Янґ        | Вільям A. Веллмен  | Джек Окі, Реджинальд Овен. Фільм-адаптація новели Джека Лондона. |  |  |  |  |  |
| 1935 | 28 | Китайські моря                         | Капітан Алан Ґескел            | Джин Гарлоу        | Тей Ґернетт        | З Воллес Бірі, Льюїс Стоун, С. Обрі Сміт, Роберт Бенчлі. |  |  |  |  |  |
| 1935 | 28 | Китайські моря                         | Капітан Алан Ґескел            | Розалінд Рассел    | Тей Ґернетт        | З Воллес Бірі, Льюїс Стоун, С. Обрі Сміт, Роберт Бенчлі. |  |  |  |  |  |
| 1935 | 29 | Заколот на Баунті                      | Лейтенант Флетчер Кристіан     |                    | Френк Ллойд        | Чарльз Лайтон, Франшо Тоун, Дональд Крісп, Генрі Стефенсон. Одна з найвідоміших ролей Ґейбла у кіно. Він отримав номінацію на Оскар з виконання ролі Флетчера Кристіана. Оснований на новелі новелі Чарльза Нордгофа і Джеймса Нормана Голла.                                      |  |  |  |  |  |
| 1936 | 30 | Дружина проти секретарки               | Вен Стенгоуп                   | Джин Гарлоу        | Клеренс Браун      | З Мей Робінсон, Джеймс Стюарт. |  |  |  |  |  |
| 1936 | 30 | Дружина проти секретарки               | Вен Стенгоуп                   | Мірна Лой          | Клеренс Браун      | З Мей Робінсон, Джеймс Стюарт. |  |  |  |  |  |
| 1936 | 31 | Сан-Франциско                          | Блекі Нортон                   | Джанетт МакДональд | В.С. Ван Дайк      | Спенсер Трейсі, Джек Голт, Ширлі Росс. Інший відомий кінохіт Ґейбла. |  |  |  |  |  |
| 1936 | 32 | Кейн і Мейбл                           | Ларі Кейн                      | Маріон Девіс       | Ллойд Бекон        | A Cosmopolitan Production released by Warner Bros.. |  |  |  |  |  |
| 1936 | 33 | Кохання в бігах                        | Майкл «Майк» Ентоні            | Джоан Кроуфорд     | В.С. Ван Дайк      | Франшо Тоун, Реджинальд Овен. |  |  |  |  |  |
| 1937 | 34 | Парнелл                                | Чарльз Стюарт Парнелл          | Мірна Лой          | Джон M. Стел       | Една Мей Олівер. Вважається найгіршим фільмом Ґейбла. |  |  |  |  |  |
| 1937 | 35 | Саратоґа                               | Дюк Бредлі                     | Джин Гарлоу        | Джек Конвей        | Лайонел Беррімор, Френк Морґан. Останній фільм з Гарлоу. |  |  |  |  |  |
| 1938 | 36 | Льотчик-випробовувач                   | Джим Лейн                      | Мірна Лой          | Віктор Флемінг     | Спенсер Трейсі, Лайонел Беррімор. |  |  |  |  |  |
| 1938 | 37 | Занадто гаряче, щоб торкатися          | Крістофер «Кріс» Гантер        | Мірна Лой          | Джек Конвей        | Волтер Конноллі, Волтер Піджеон. Останній фільм Ґейбла з Мірною Лой. |  |  |  |  |  |
| 1939 | 38 | Втіха ідіота                           | Гаррі Вон                      | Норма Ширер        | Кларенс Браун      | На основі п'єси Роберта Шервуда. У фільмі Ґейбл виконує пісню Ірвінга Берліна «Puttin' On the Ritz.» |  |  |  |  |  |
| 1939 | 39 | Звіяні вітром                          | Ретт Батлер                    | Вів'єн Лі          | Віктор Флемінг     | A Selznick-International / Виробництво MGM. Знятий у Technicolor. З Вів'єн Лі, Леслі Говард, Гетті МакДеніел, Олівія де Гевіленд. Оснований на романі Маргарет Мітчелл. Один з найулбюленіших фільмів всіх часів. Ґейбл отримав номінацію на Оскар за виконання ролі Рета Батлера. |  |  |  |  |  |
| 1941 | 40 | Вони зустрілися в Бомбеї               | Джеральд Мелдрік               | Розалінд Расселл   | Кларенс Браун      | |  |  |  |  |  |